# Fock
För andra betydelser, se Fock (olika betydelser).

Båt med storsegel, fock (i rött), klyvare och jagare.

Fock eller kryssfock är ett segel framtill på en segelbåt eller ett segelfartyg. 
Ofta är focken ett triangulärt stagsegel fäst vid förstaget eller fockstaget, men på båtar eller fartyg med fockmast är focken fockmastens huvudsegel och då av annan typ. Andra försegel kan användas istället för eller parallellt med focken också på mindre segelbåtar.
På båtar och fartyg med fockmast (skonare och råsegelriggade fartyg) är focken fockmastens huvudsegel, ofta ett gaffelsegel eller ett råsegel. Stagseglet på förstaget kallas då stagfock, ett mindre gaffelsegel på en råtacklad fockmast förgaffelsegel och ett råsegel nertill på en gaffeltacklad fockmast bredfock.
Förstaget kan på moderna segelbåtar vara fäst antingen nära masttoppen (masthead, "masttoppsrigg") eller en bit från masttoppen (partialrigg). På båtar med märs- eller toppstång är förstaget fäst vid undermasten. Den nedre ändan av staget är fäst i fördäcket, förstäven eller (sällan på moderna båtar) bogsprötet.
Fler försegel kan finnas fästa vid andra stag, framförallt klyvaren, eller som "flygande" såsom spinnakern, fästa endast i hörnen ("hornen"). En fock som räcker förbi masten kallas genua.

## Fotnoter
1. ↑  I råsegelrigg förs vanligen ingen stagfock, då den vore i lä bakom focken, utan det understa stagseglet är förstängstagseglet, fört på märsstångens stag.